# Eduard Jener i González
Eduard Jener i González (1905-1934) fou un dissenyador gràfic. Fill del també dissenyador gràfic d'origen valencià Eduard Jener Casellas. El 1922 s'incorpora a l'empresa Myrurgia d'Esteve Monegal on col·labora amb el seu pare en la creació d'imatge gràfica, publicitat i presentacions dels diferents productes. El 1929 dissenya la nova etiqueta per a la línia Maderas de Oriente que es presentarà a l'Exposició Universal de Barcelona de 1929.